# Amigny
 Amigny es una localidad y comuna francesa, situada en el departamento de Mancha en la región de Baja Normandía. 
La comuna forma parte del Parque natural regional de Marais de Cotentin y de Bessin.

## Demografía
| 123 | 119 | 104 | 122 | 123 | 123 |
| Para los censos de 1962 a 1999 la población legal corresponde a la población sin duplicidades (Fuente: INSEE [Consultar]) |     |     |     |     |     |